# Pidonia dentipes
Pidonia dentipes är en skalbaggsart som beskrevs av Holzschuh 1998. Pidonia dentipes ingår i släktet Pidonia och familjen långhorningar. Inga underarter finns listade i Catalogue of Life.